# أنخيل كامارغو
أنخيل كامارغو (بالإسبانية: Ángel Yesid Camargo)‏ هو دراج كولومبي، ولد في 22 مايو 1967 في إدارة بوياكا في كولومبيا.

## وصلات خارجية
- أنخيل كامارغو على موقع أرشيف الدراجات (الإنجليزية)
- أنخيل كامارغو على موقع إحصائيات الدراجات الإحترافية (الإنجليزية)
- أنخيل كامارغو على موقع CycleBase (الإنجليزية)